# Juncus biglumoides
Juncus biglumoides är en tågväxtart som beskrevs av Hiroshi Hara. Juncus biglumoides ingår i släktet tåg, och familjen tågväxter. Inga underarter finns listade i Catalogue of Life.